# Simon-Philibert de La Salle de l'Etang
Simon-Philibert de La Salle de l'Étang, né vers 1700 à Reims, mort le 20 mars 1765 à Paris, est un agronome français.
Il est conseiller au présidial de Reims, puis député à Paris, auteur d’un Traité des prairies artificielles (Paris, 1751-1756), d’un Manuel d’agriculture pour le laboureur, le propriétaire et le gouvernement (Paris, 1764), ouvrage composé d’après une expérience de 30 ans.
Il s’élève contre les routines locales, et a été l’un des premiers, en France, à démontrer l’utilité des prairies artificielles, singulièrement avantageuses dans la Champagne. Il critique, peut-être trop vivement, les systèmes de Tull, de Duhamel et de Pattullo, et il est réfuté, à cet égard, par Delamarre, qui publie en 1765 la Défense de plusieurs ouvrages sur l’agriculture, ou Réponse au livre intitulé Manuel d’agriculture.

## Publications
- Prairies artificielles, ou Lettre à M. de *** sur les moyens de fertiliser les terrains secs et stériles dans la Champagne et dans les autres provinces du Royaume, Bruxelles, 1751, in-12 (‘Prairies artificielles’) ; Paris, 1756, in-8°, 124 p. ; 2e éd. augmentée, Bruxelles, et Paris : Desaint et Saillant, 1758, in-12, 207 p. ; 3e éd. (Prairies artificielles, ou Moyens de perfectionner l’agriculture dans toutes les provinces de France, surtout en Champagne, par l’entretien et le renouvellement de l’engrais, édition augmentée d’un traité sur la culture de la luzerne, du trèfle et du sainfoin, d’une dissertation sur l’exportation du blé), Bruxelles, et Paris : Desaint et Saillant, 1762, in-12 ou in-8°, 330 p. ; [1768]
- Manuel d’Agriculture pour le Laboureur, pour le Propriétaire, et pour le gouvernement : contenant les vrais et seuls moyens de faire prospérer l’agriculture, tant en France que dans les autres États où l’on cultive ; avec la réfutation de la Nouvelle Méthode de M. Thull, Paris : chez Lottin l’aîné, et chez Dessain Junior, 1764, in-8°, XVIII-584 p. Texte en ligne ; nouvelle éd., Paris : chez Dessain jeune, 1767, in-8° ; Paris, chez P.-Fr. Didot, 1768, in-8° ; 1784

## Sources
- Louis-Gabriel Michaud, Bibliographie universelle, ancienne et moderne, 1825, tome XL, p. 182
- Florian Reynaud, Les bêtes à cornes (ou l'élevage bovin) dans la littérature agronomique de 1700 à 1850, Caen, thèse de doctorat en histoire, 2009, annexe 2 (publications)